# 韓國駐廣州總領事館
大韓民國駐廣州總領事館（韩语：／）是大韓民國外交部在廣州派設的外交代表機構，館址位於海珠區赤崗塔附近。領区範圍包括廣東、福建、廣西和海南四省。

## 沿革
韓國駐廣州總領事館於2001年8月28日開館。成立之初的辦公地址在羊城國際商貿中心西塔18樓，2012年12月21日起則搬入海珠區赤崗塔西面的专属领馆区。

## 外部連結
- 官方网站